# Pach Zsigmond Pál
| Pach Zsigmond Pál                         | Pach Zsigmond Pál                                            |
| Kattints az alábbi külső linkek egyikére! | Kattints az alábbi külső linkek egyikére!                    |
| ----------------------------------------- | ------------------------------------------------------------ |
| Nem található szabad kép.(?)              |                                                              |
| külső link · jogvédett                    | Pach Zsigmond Pál, egyetemi tanár, rektor. Gözgazdász. 1973. |
| külső link · jogvédett                    | Pach Zsigmond Pál. Az MTA köztestületének tagjai.            |

Pach Zsigmond Pál (Budapest, 1919. október 4. – Budapest, 2001. szeptember 8.) Kossuth-díjas magyar történész, egyetemi tanár.

## Életútja
1943–1948 között a Pesti Izraelita Hitközség Gimnáziumának tanára, közben munkaszolgálatos Kárpát-Ukrajnában (1944), ahonnan 1944 októberében megszökött. Középiskolai történelemórái hatására választotta a történészpályát.
1952-től 1992-ig a Marx Károly Közgazdaság-tudományi Egyetem (majd: Budapesti Közgazdaság-tudományi és Államigazgatási Egyetem) Gazdaságtörténeti Tanszékének professzora. 1963-tól 1967-ig az egyetem rektora. 1952-ben megszerezte a történettudomány kandidátusa (CSc), 1958-ban a történettudomány doktora (DSc) tudományos fokozatot. 1962-től a Magyar Tudományos Akadémia levelező, 1970-től rendes tagja, később az MTA alelnöki tisztét is betöltötte. Az MTA Történettudományi Intézetének egyik alapítója, igazgatóhelyettese, majd 1967-től 1985-ig igazgatója. 1978-tól a Nemzetközi Gazdaságtörténeti Társaság (International Economic History Association) elnöke.
Fő kutatási területe a XVI–XVII. századi gazdaságtörténet volt. Iskolateremtő tudós volt; leghíresebb tanítványai: Berend T. Iván és Ránki György.

## Elismerései, kitüntetései
- Kossuth-díj (1949)
- A Munka Érdemrend arany fokozata (1975)
- Állami Díj (1978) – több évtizedes oktatói, tudományos és tudományszervező tevékenységéért
- Akadémiai Aranyérem (1986)
- A Marx Károly Közgazdaság-tudományi Egyetem díszdoktora (1989)

## Művei
- Pach Zsigmond Pál (1919–2001) 165 publikációjának az adatai. OSZK. Katalógus.[1]
- Az Orczy-birtokok gazdálkodása a XVIII. század második felében. Egy. doktori értek. (Bp., 1943)
- Fejezetek az újabbkori diplomácia történetéből. (Bp., 1947)
- Gazdaságtörténet a feudalizmus hanyatlásáig. N. Kiss Istvánnal. (Bp., 1947 3. kiad. 1948)
- A tőkés termelés feltételei a magyar mezőgazdaságban, 1848-ban. (Társadalmi Szemle, 1948)
- Szempontok az eredeti tőkefelhalmozás vizsgálatához Magyarországon. 1–2. (Századok, 1948–1949)
- Magyar gazdaságtörténet. 1–3. Egy. jegyz. (Bp., 1949–1952 új átd. kiad. 1960 és 1968)
- Az eredeti tőkefelhalmozás gyarmati korlátai Magyarországon 1848 előtt. (A történettudomány kérdései. Bp., 1950)
- A majorsági gazdálkodás és a parasztság kisajátítása a XVII. századi Magyarországon. (Századok, 1951)
- II. Rákóczi Ferenc emlékiratai. Saint-Simon emlékirat-részleteivel. Ford. Vas István. Thaly Kálmán jegyzeteivel. A bevezető tanulmányt írta. (Bp., 1951)
- Függetlenségi küzdelmeink a Habsburgok ellen a XVII. században. A Rákóczi-szabadságharc. (Bp., 1951)
- Az eredeti tőkefelhalmozás Magyarországon. (Bp., 1952)
- A nemzeti összefogás kérdése a Rákóczi- szabadságharcban. (Századok, 1954)
- A dualizmus rendszerének első évei Magyarországon. (Századok, 1955)
- Tanulmányok a kapitalizmus történetéhez Magyarországon. Szerk. Sándor Pállal. (Bp., 1956)
- Kiadatlan Görgey-iratok 1849 augusztusából. (Századok, 1957)
- A tőkés földjáradék keletkezése a nyugat-európai agrárfejlődésben. – A magyarországi és oroszországi poroszutas agrárfejlődés egyező és eltérő vonásairól a XIX. század második felében. (Közgazdasági Szemle, 1958)
- A földesúri gazdaság „porosz utas” fejlődése Oroszországban a XIX. század második felében. (Századok, 1958)
- A magyarországi agrárfejlődés elkanyarodása a nyugat-európaitól. A feudalizmusból a kapitalizmusba való átmenet magyarországi sajátosságainak kérdéséhez. (Agrártörténeti Szemle, 1961)
- Az ellenforradalmi történetszemlélet Szekfű Gyula Három nemzedékében. (Történelmi Szemle, 1962)
- Nyugat-európai és magyarországi agrárfejlődés a XV–XVII. században. (Bp., 1963)
- Kilenced és földesúri dézsma a XVII. századi Magyarországon. Akadémiai székfoglaló is. (Elhangzott: 1963. jan. 21. megjelent: MTA Társadalmi-Történeti Tudományok Osztálya Közleményei, 1964)
- Die ungarische Agrarentwicklung im 16–17. Jahrhundert. Abbiegung vom westeuropäischen Entwicklungsgang. (Bp., 1964)
- Marxista történettudományunk fejlődésének problémái. (Századok, 1964)
- A nacionalizmus elleni harc történettudományunkban. (Történelmi Szemle, 1964)
- Optimizmus és objektivitás történetszemléletünkben. (Történelmi Szemle, 1966)
- A társadalomtudományok fejlődésének elvi kérdéseihez. (Társadalmi Szemle, 1968)
- A nemzetközi kereskedelmi útvonalak XV–XVII. századi áthelyeződésének kérdéséhez. (Századok, 1968)
- Közép- Kelet-Európa és a nemzetközi kereskedelem a XVI–XVII. században. Akadémiai székfoglaló is. (Elhangzott: 1970. jún. 1. megjelent: MTA Filozófiai és Történettudományi Osztálya Közleményei, 1970)
- Történettudomány. (Magyar Tudomány, 1970)
- Magyarország nyugati gyapjúszövet-behozatala a XV. és a XVI. század közepén. (Történelmi Szemle, 1971)
- Egy évszázados történelmi problémáról: áthaladt-e a levantei kereskedelem útja a középkori Magyarországon? (Századok, 1972)
- A középkori Levante-kereskedelem „sorsa” a XIX–XX. századi történetírásunkban. (Történelmi Szemle, 1972)
- Széchenyi és az Alduna- szabályozás. 1830–1832. (Történelmi Szemle, 1975)
- Tudománypolitikai kérdések a másfélszázados Akadémián. (Magyar Tudomány, 1975)
- A Levante-kereskedelem erdélyi útvonala I. Lajos és Zsigmond korában. (Századok, 1975)
- A Magyar Tudományos Akadémia másfél évszázada. Főszerk. (Bp., 1975)
- Történetszemlélet és történettudomány. Cikkek, tanulmányok. (Bp., 1977)
- A Levante-kereskedelem erdélyi útvonala a XV–XVI. század fordulóján. (Századok, 1978)
- The Transsylvanian Route of Levant Trade at the Turn of the 15th and 16th Centuries. (Bp., 1980)
- A történetíró Molnár Erik. (Történelmi Szemle, 1981)
- East Central Europe and World Trade at the Dawn of Modern Times. (Bp., 1982)
- Közép-Európa és a világkereskedelem az újkor hajnalán. (Századok, 1982)
- Üzleti szellem és magyar nemzeti jellem. (Történelmi Szemle, 1982)
- A marxi államelmélet kialakulásához. Marx és Engels az abszolút monarchiáról. (Világosság, 1983)
- Nemzeti fejlődés, nemzeti öntudat. (Társadalmi Szemle, 1983)
- Mohácstól Buda visszavívásáig. A XVI–XVII. század problémái történetírásunkban. (Kortárs, 1985)
- A feudalizmusból a kapitalizmusba való átmenet megkésettségének egyik problémája a magyar fejlődésben. (Világtörténet, 1985)
- Európa a 16–17. században. (Magyarország története. III. köt. Bp., 1985)
- Business Mentality and Hungarian National Character. (Bp., 1985)
- Mohácstól Buda visszavívásáig. Magyarország történeti útjának nemzetközi háttere. (Századok, 1986)
- A nemzettudatról napjainkban. (Társadalmi Szemle, 1986)
- Magyarország és a levantei kereskedelem a XIV–XVII. században. (Előadások a Történettudományi Intézetben. 4. Bp., 1986)
- A békeeszme történetéből. Comenius Magyarországon. (Magyar Tudomány, 1987)
- Történelem és nemzettudat. Cikkek és előadások. (Bp., 1987)
- Von der Schlacht bei Mohács bis zur Rückeroberung Budas. (Bp., 1988)
- Lenin az államapparátus működéséről. 1919. nov. – 1921. márc. (Világosság, 1989)
- A NEP bevezetésének előzményei Lenin írásaiban. (Magyar Tudomány, 1989)
- Magyarország a kora újkori világgazdaságban. (Társadalmi Szemle, 1990)
- A harmincadvám eredete. Értekezések, emlékezések. Akadémiai Kiadó, (Budapest, 1990)
- Széchenyi, Metternich és az Alduna-szabályozás 1833–1834-ben. (Magyar Tudomány, 1991)
- A közép-kelet-európai régió az újkor kezdetén. (Bp., 1991)
- A Levante-történetírás fordulata 1879 és 1918 között. (Századok, 1993)
- Hungary and the European Economy in Early Modern Times. Collected Studies. (Aldershot, 1994)
- The Oldest Guild Privilege of Clothmakers in Hungary. (Bp., 1995)
- A debreceni posztószövők legrégibb céhszabadalma. (Századok, 1995)
- Az európai régió változó kapcsolata a XIV–XVIII. században. (Klió, 1995)
- A közép-kelet-európai régió és Csehország. Kora újkori előzmények. (Magyar Tudomány, 1995)
- Hogyan lett a harmincadvámból huszad? (Történelmi Szemle, 1995)
- The Transcarpathian Route of Levantine Trade in the Middle Ages. (Bp., 1996)
- Aba, kebe, igriz. Posztófajták a hódoltsági török vámnaplókban a 6. század derekán. (Történelmi Szemle, 1997)
- A harmincadvám Erdélyben és a Havasalföldön a 15. sz. első felében. (Történelmi Szemle, 1998)
- „Platea chapo ucza vocata.” A hazai posztóipar 16. századi történetéből. (Századok, 1998)
- A harmincadvám az Anjou-korban és a 14–15. sz. fordulóján. (Történelmi Szemle, 1999)
- „…stamina panni grossi, quae lodin apellantur.” Gyapjúszövőipar Kassán a XV–XVII. században. (Agrártörténeti Szemle, 2000)
- A vidéki posztóipar az északkeleti országrészen a 15–17. században. (Századok, 2001)
- A harmincadvám eredete. Az akadémiai székfoglaló átdolgozott változata. (Értekezések–emlékezések. Bp., 1999)
- Szürkeposztó, szűrposztó, szűr. Sajtó alá rend. Csató Tamás. (Társadalom- és művelődéstörténeti tanulmányok. Bp., 2003).